# Epigoa
× Epigoa, (abreviado Epg) en el comercio, es un híbrido intergenérico entre los géneros de orquídeas Domingoa × Epidendrum. Fue publicado en Orchid Rev. 65: 137 (1957).